# Ærøs flag
Ærøs flag er et uofficielt lokalflag for Ærø, som er trefarvet i enten ni striber – guldgul, søgrøn og livfarve (den røde farve) eller trikolore med farverne gul, grøn og rød. Flaget ses ofte ved siden af Dannebrog.
Fanen blev antagelig skabt mellem 1622 og 1633 af hertug Hans den Yngres ældste søn hertug Christian af Slesvig-Holsten-Sønderborg-Ærø, som arvede Ærø ved faderens død i 1622. Hertug Christian er den eneste af Ærøs hertuger, hvis hertugdømme omfattede hele Ærø. Ved sin død efterlod han sig fanen på herregården Graasten, der lå ved Drejet på vejen til Marstal. Boet blev efter hans død i juni måned 1633 omhyggeligt og nøjagtigt registreret og beskrevet. Fra disse detaljerede beskrivelser kendes landsfanen. Fanens mål var efter omregning til nutidens mål, næsten kvadratisk (2,81 m i højden og 2,87 m i bredden). Fanen var trefarvet – guldgul, søgrøn og livfarve (den røde farve).
Fra 1950'erne til omkring 2015 var der enighed om at trikoloren var det korrekte historiske flag. I 2015 opstod der dog en diskussion blandt historikere om hvorvidt flaget faktisk var af en nistribet variant med samme farver . Det uofficielle Ærø-flags historie går tilbage til 1600-tallet, hvor øen var en del af hertugdømmerne i det datidige Sønderjylland. Flaget siges at være skabt af hertug Christian. De gule og røde farver var hans våbenfarver, mens den grønne stribe symboliserede øen.
Af andre regionale flag, som benyttes i Danmark, er der Bornholms flag og Vendsyssels flag.